# Le Mariage de Rosine
Pour plus de détails, voir Fiche technique et Distribution.
Le Mariage de Rosine est un film français réalisé par Pierre Colombier, sorti en 1925.

## Synopsis
Chassé-croisé amoureux entre Rosine, vendeuse dans un grand magasin de couture, son voisin un jeune peintre nommé Picolo, son patron M. Pommier et la maîtresse de ce dernier Fanny Desrose. Tout cela finit par un mariage entre Rosine et Picolo.

## Fiche technique
- Titre original : Le Mariage de Rosine
- Réalisation : Pierre Colombier
- Scénario : Pierre Colombier
- Décors : Jacques Colombier
- Photographie : Karémine Mérobian, Raoul Aubourdier
- Production : Louis Nalpas
- Société de production : Société des Cinéromans - Films de France
- Société de distribution : Pathé-Consortium-Cinéma
- Pays d'origine :  France
- Langue originale : français
- Format : Noir et blanc  — 35 mm — 1,33:1 — Film muet
- Genre : Comédie
- Durée : 1 665 mètres
- Dates de sortie : France : 13 février 1925

## Distribution
- Josyane : Rosine
- André Lefaur : Monsieur Pommier
- Ady Cresso : Fanny Desroses
- Jean Dehelly : Picolo